# Kalani David
Kalani David (Oahu, 4 de novembre de 1997 - Playa Hermosa, 17 de setembre de 2022) va ser un surfista professional i actor ocasional estatunidenc.

## Biografia
David va començar la seva carrera professional als tretze anys participant a l'ISA World Junior Surfing Championship del 2012 a Panamà, on va guanyar la medalla d'or.
El 2016 va començar a patir la Síndrome de Wolff-Parkinson-White, malaltia que li provocava una sobreexcitació dels ventricles cardíacs, seguida de convulsions i pèrdua de coneixement, fet pel qual va ser ingressat en diversos centres hospitalaris. Va morir el 17 de setembre del 2022 mentre surfejava a Costa Rica a causa d'aquesta anomalia congènita.